# Xenostrongylus truncatus
Xenostrongylus truncatus é uma espécie de insetos coleópteros polífagos pertencente à família Nitidulidae.
A autoridade científica da espécie é Kiesenwetter, tendo sido descrita no ano de 1870.
Trata-se de uma espécie presente no território português.